# Katy Perry: Part of Me
Katy Perry: Part of Me (zapisywane też jako Katy Perry Movie: Part of Me 3D i Katy Perry The Movie: Part of Me) jest filmem o amerykańskiej piosenkarce, Katy Perry. Dokument powstał w roku 2012. Został wyreżyserowany przez Dana Cutforth oraz Jane Lipsitz i wydany w Stanach Zjednoczonych, Kanadzie, Wielkiej Brytanii oraz Irlandii 5 lipca 2012 roku.
W Polsce film emitowany jest pod dwoma tytułami: Katy Perry: Part of Me przez Canal+ Polska oraz Katy Perry: Oto ja przez HBO.

## Opis

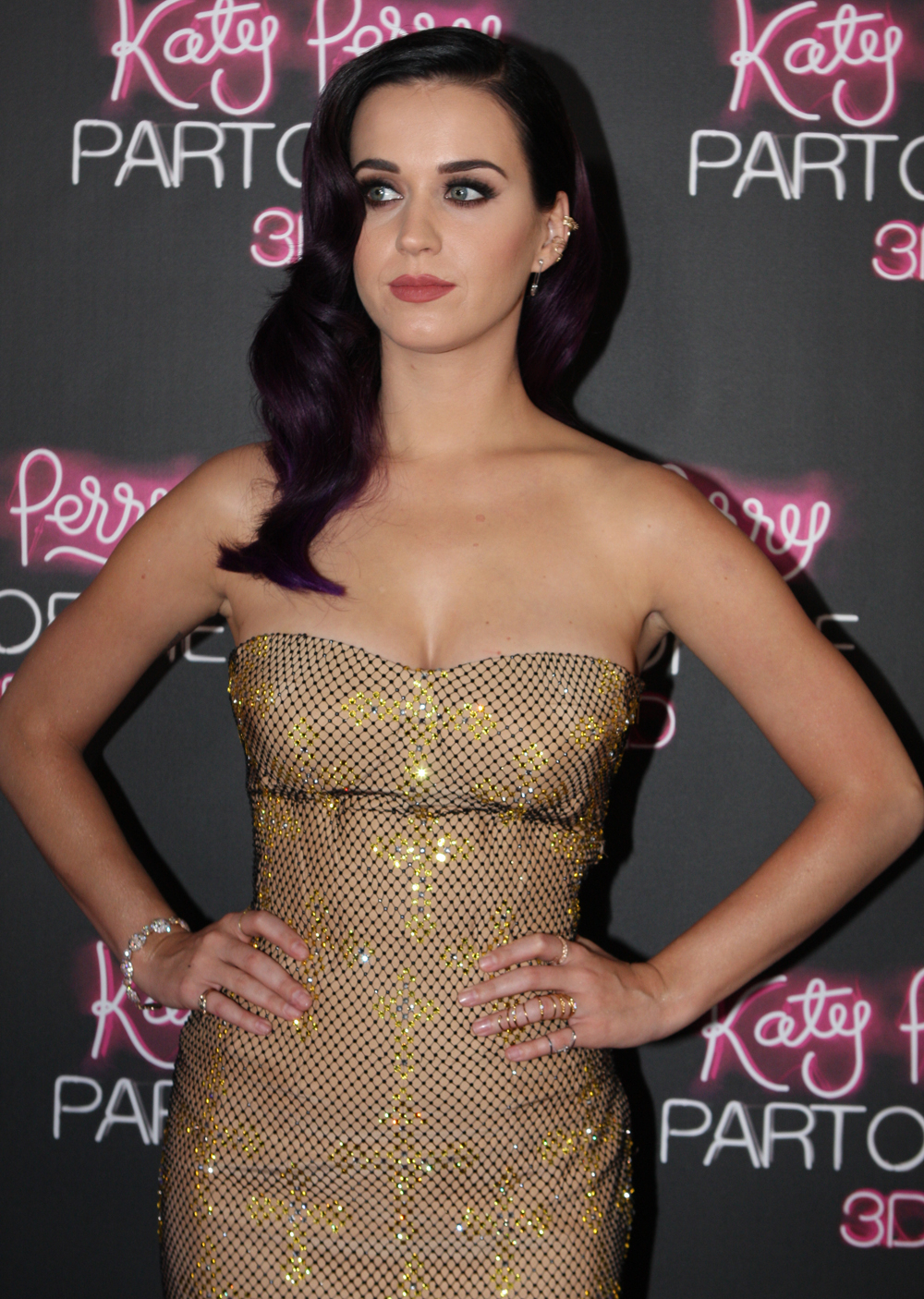
Wokalistka na premierze w Australii

Film opowiada najważniejszą historię życia Katy Perry, jej muzyczną podróż - od wczesnego dzieciństwa, przez wydanie gospelowego albumu do wielkiego sukcesu międzynarodowego. Poza wypowiedziami samej artystki, jej przyjaciół, rodziny oraz współpracowników znajdziemy tu także fragmenty utworów na żywo, które gwiazda wykonywała podczas California Dreams Tour.

## Promocja

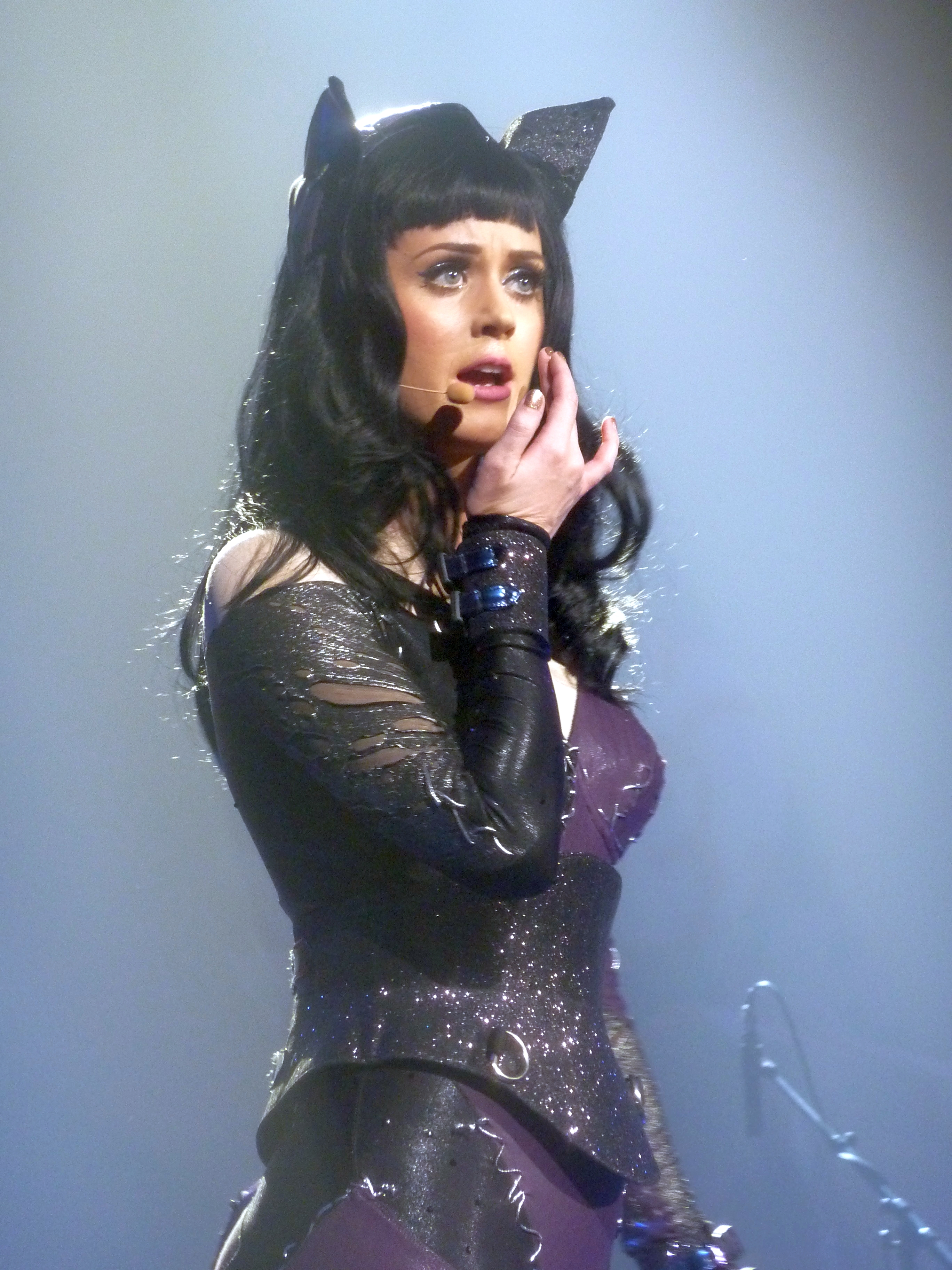
Perry podczas California Dreams Tour

7 marca 2012 roku Katy powiadomiła swoich fanów o powstawaniu filmu o nazwie Part of Me. Wywiadach dla MTV wypowiedziała się, że obraz ten ma zamknąć bardzo ważną dla niej erę, Teenage Dream. Promocja dokumentu odbyła się także na gali Nickelodeon Kids' Choice Awards 2012.
Wydano przebojowy singel Wide Awake, numer #1 na świecie, który został nominowany do najważniejszych nagród muzycznych – Grammy, MTV Video Music Awards i MTV Europe Music Awards oraz prenominowany do Oscara.
W Polsce film można było obejrzeć 25 kwietnia 2013 roku w sieci kin Multikino. 

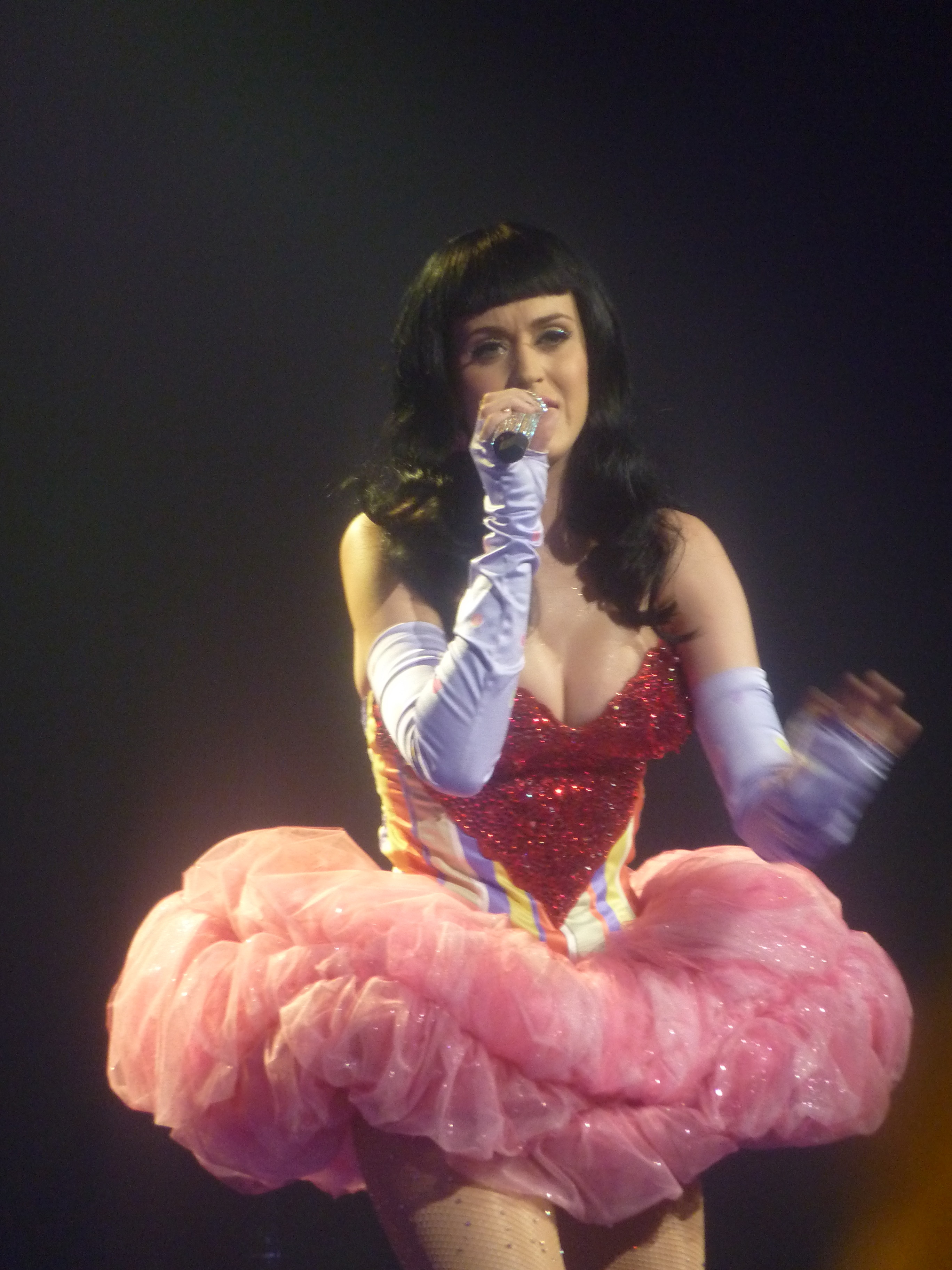
Katy wykonująca Hummingbird Heartbeat

 Zarobił on do tej pory ponad 30 milionów dolarów na całym świecie. W Stanach Zjednoczonych został siódmym najlepiej sprzedającym się dokumentem i czwartym najpopularniejszym koncertem.

## Soundtrack
Lista utworów na soundtracku jest ułożona w takiej samej kolejności, w jakiej pojawiają się one w filmie, jednak bez Part of Me i Wide Awake.
- "Teenage Dream"
- "Hot n Cold"
- "Hummingbird Heartbeat"
- "Waking Up in Vegas"
- "Who Am I Living For?"
- "I Kissed a Girl"
- "E.T."

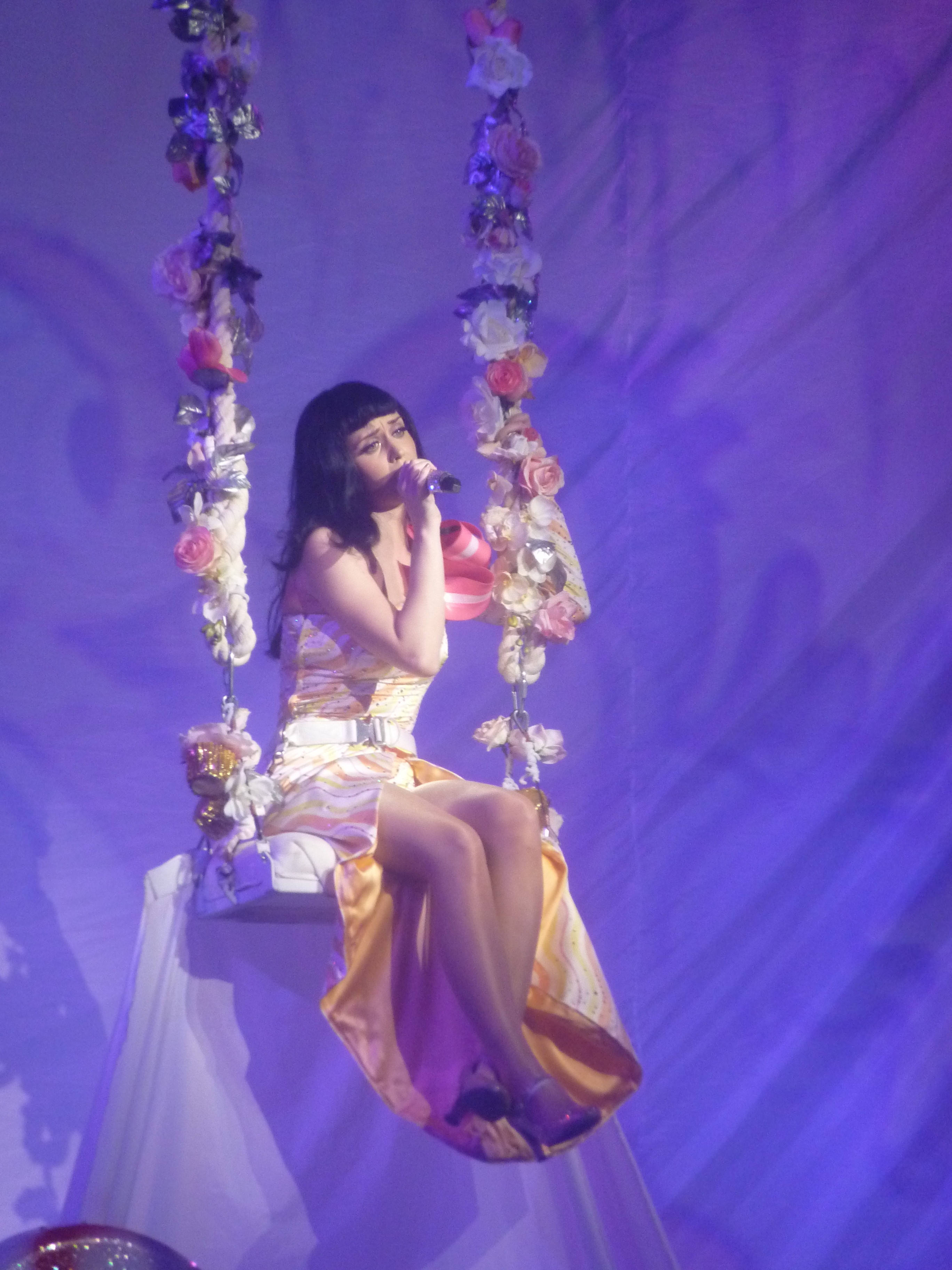
Artystka podczas Not Like the Movies

- "I Wanna Dance with Somebody (Who Loves Me)"
- "Last Friday Night (T.G.I.F.)"
- "Peacock"
- "Pearl" (tylko w iTunes)
- "Not Like the Movies"
- "The One That Got Away" (Nagrane w São Paulo)
- "Thinking of You"
- "Hey Jude"
- "Firework"
- "California Gurls"

## Obsada
- Katy Perry
- Glen Ballard
- Shannon Woodward
- Angela Hudson
- Russell Brand (nie wymieniony)
- Mia Moretti
- Bonnie McKee
- Adam Marcello
- Matthew Hooper
- Todd Delano
- Angelica Cob-Baehler
- Johnny Wujek
- Shayk
- Bradford Cobb
- Tasha Layton
- Elle Ball
- Leah Adler
- Scott Myrick
- Lockhart Brownlie
- Fatima Ben Marrou
- Anissa Ben Marrou
- Lucas Kerr
- Rachael Markarian
- Keith Hudson
- Mary Perry
- David Daniel Hudson
- Ashley Ashida Dixon
- Tamra Natisin
- Hugh Jackman jako on sam (reporter 1)
- Hiroyuki Sanada jako ona sama (reporter 2)
- Rila Fukushima jako ona sama

### Wypowiedzi
- Kesha
- Luke Halpenny
- Adele
- Rihanna
- Lady Gaga
- Stuart Scott
- Sinead Gartland
- Justin Bieber
- Britney Spears
- Carly Rae Jepsen
- Jessie J
- The Matrix
- Ellen DeGeneres
- Whoopi Goldberg